# فك علوي (حشرات)

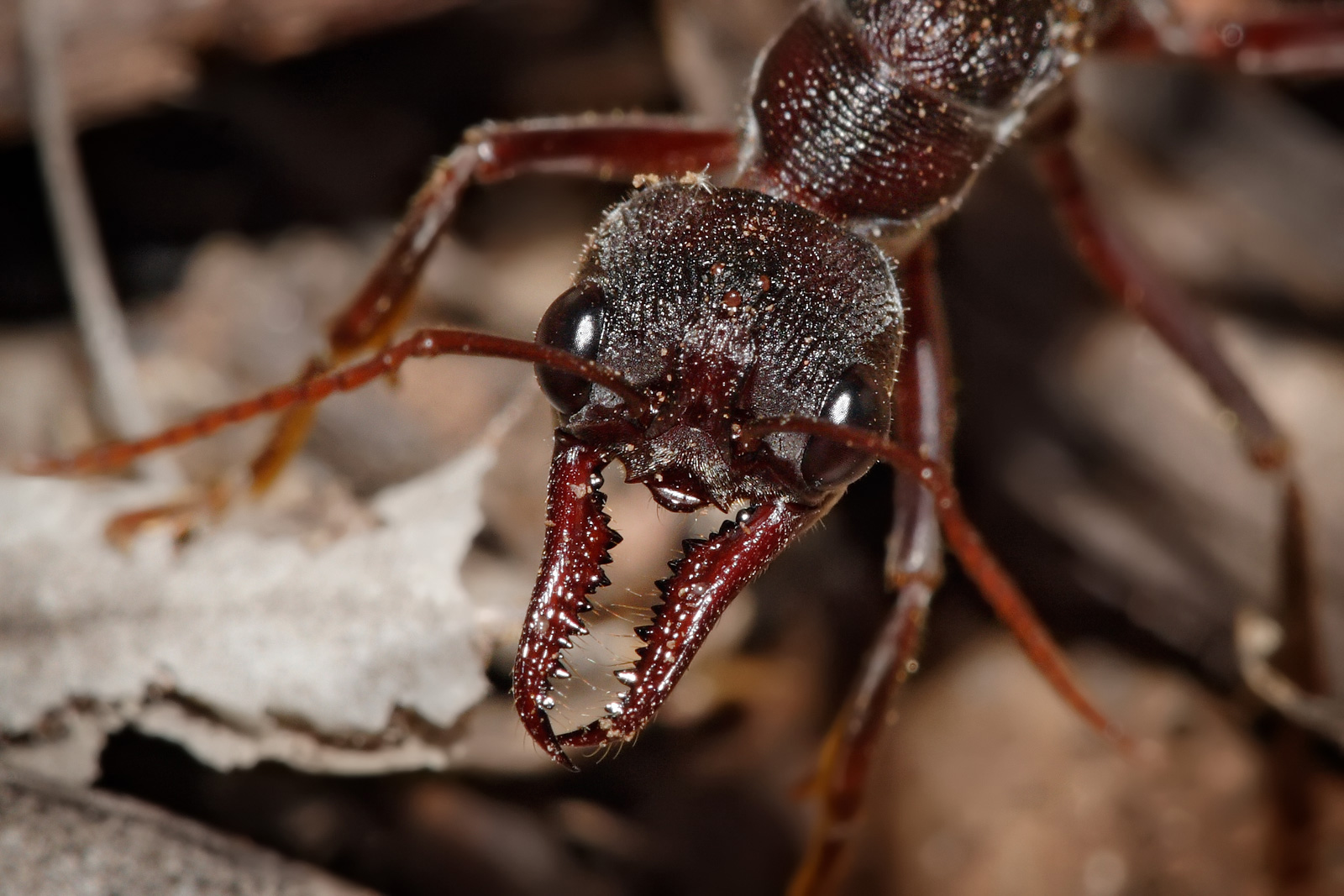
تأشير نملة الثور

الفك العلوي (ملاحظة 1) هي الأجزاء الفموية المتساوية جانبية الارتكاز الموجودة تحت الجاضم والتي تقبض بها الحشرة على فريستها أو ما تتغذى به.

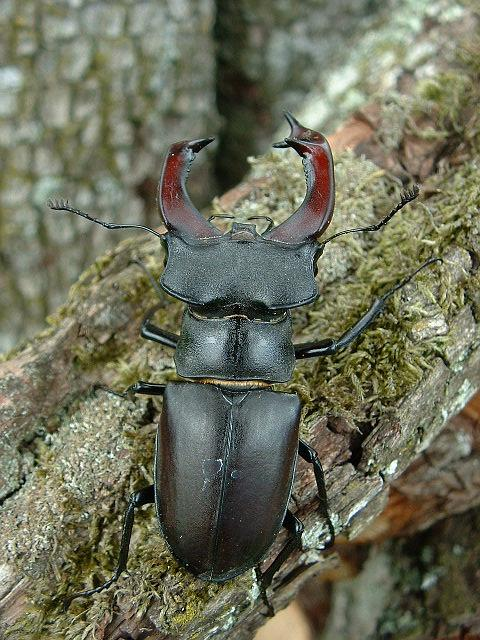
لم يعد العنظوب يستخدم تآشيره في التغذية

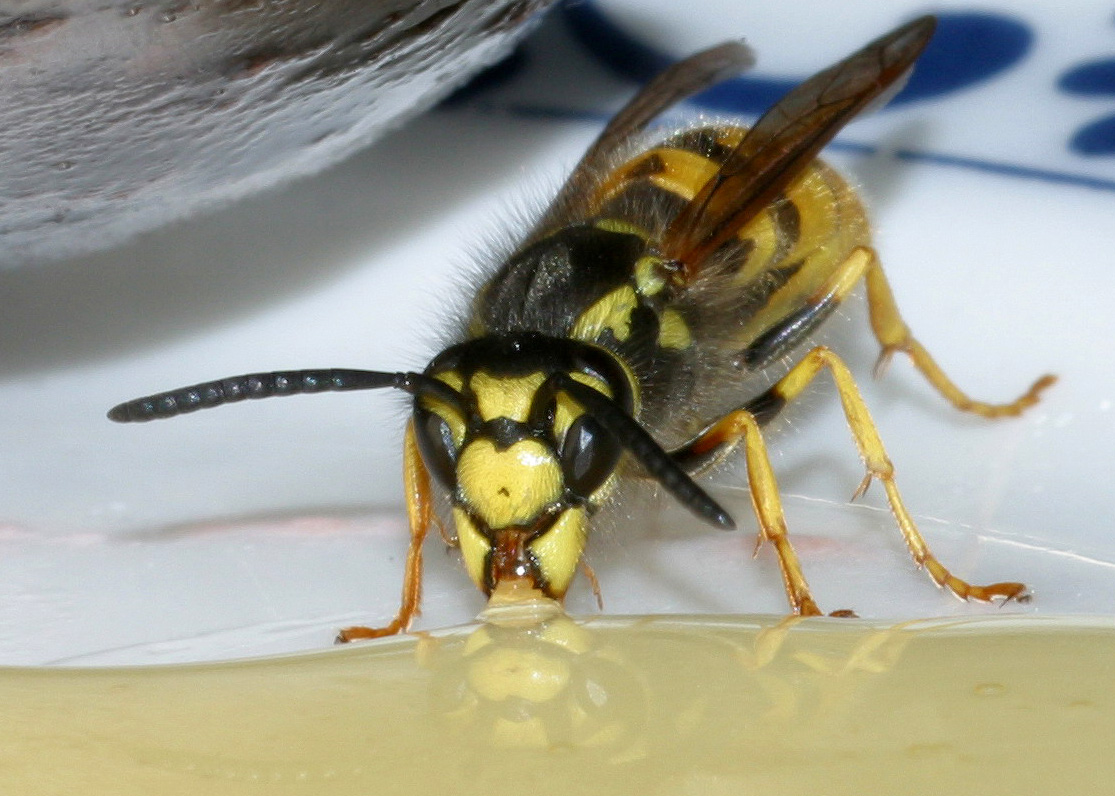
شرب الدبابير يمكن رؤية التآشير الصفراء على جانبي أجزاء الفم

## هوامش
- ملاحظة 1 المرادفات: التأشير[5] (جمع: تآشير) أو اللحى[1][6][7]